# Covers
Covers (рус. Каверы) — сборник кавер-версий американской рок-группы Deftones, изданный 16 апреля 2011 года на лейбле Reprise Records. Альбом был выпущен ограниченным количеством в 5000 копий и только в формате винил по случаю международного праздника «День музыкального магазина».

## Об альбоме
Как уже видно из названия, Covers представляет собой сборник кавер-версий, многие из которых уже выпускались ранее в таких альбомах, как B-Sides & Rarities 2005-го и в цифровой версии альбома Diamond Eyes 2010-го годов. Группа записывала какой-либо кавер после записи каждого студийного альбома на протяжении всей своей музыкальной карьеры; так, самая первая кавер-версия песни Simple Man группы Lynyrd Skynyrd была записана перед выпуском дебютного альбома Deftones, когда вокалисту Чино Морено было только 17 лет.

## Список композиций

### Сторона А
| №  | Название                                        | Композитор                                          | Оригинальный исполнитель | Продолжительность |
| -- | ----------------------------------------------- | --------------------------------------------------- | ------------------------ | ----------------- |
| 1. | «Drive»                                         | Рик Окасек                                          | The Cars                 | 4:51              |
| 2. | «Caress»                                        | Рик Фроберг, Джон Рейс, Майк Кеннеди, Марк Тромбино | Drive Like Jehu          | 3:34              |
| 3. | «Please, Please, Please Let Me Get What I Want» | Моррисси, Джонни Марр                               | The Smiths               | 2:04              |
| 4. | «No Ordinary Love»                              | Шаде Аду, Стюарт Мэтьюмен                           | Sade                     | 5:30              |
| 5. | «Savory»                                        | Джей Роббинс, Билл Бэрбот, Ким Колетта, Зак Берокас | Jawbox                   | 4:37              |
| 6. | «Do You Believe»                                | Нина Перссон, Петер Свенссон                        | The Cardigans            | 3:30              |

### Сторона Б
| №   | Название                         | Композитор                                                                | Оригинальный исполнитель | Продолжительность |
| --- | -------------------------------- | ------------------------------------------------------------------------- | ------------------------ | ----------------- |
| 7.  | «Simple Man»                     | Рональд Ван Зант, Гари Россингтон                                         | Lynyrd Skynyrd           | 6:20              |
| 8.  | «Ghosts»                         | Дэвид Силвиан                                                             | Japan                    | 4:27              |
| 9.  | «The Chauffeur»                  | Саймон Ле Бон, Джон Тейлор, Роджер Тейлор, Энди Тейлор, Ник Роудс         | Duran Duran              | 5:25              |
| 10. | «If Only Tonight We Could Sleep» | Роберт Смит, Саймон Гэллап, Порл Томпсон, Лоуренс Толхерст, Борис Уильямс | The Cure                 | 5:06              |
| 11. | «Sleep Walk»                     | Санто Фарина, Джонни Фарина, Энн Фарина                                   | Santo & Johnny           | 2:31              |

## Участники записи
- Чино Морено — вокал, ритм-гитара
- Стефен Карпентер — соло-гитара
- Чи Ченг — бас-гитара (треки 1, 3, 4, 5, 7, 9, 10, 11)
- Серхио Вега — бас-гитара (треки 2, 6, 8)
- Фрэнк Дэлгадо — клавишные, сэмплы
- Эйб Каннингем — барабаны